# Murderer (film)
Pour plus de détails, voir Fiche technique et Distribution.
Murderer (殺人犯, Sha ren fan) est un thriller hongkongais co-écrit et réalisé par Roy Chow et sorti en 2009.
Il raconte l'histoire d'un policier qui enquête sur une série de meurtres horribles et qui réalise petit à petit qu'il pourrait bien être l'un des principaux suspects.
L'affiche du film représente son acteur principal, Aaron Kwok, avec un regard vicieux sur le visage. Cette photo a été prise par le célèbre photographe Wing Shya, qui visait à capter le regard épuisé de Kwok. L'acteur lui-même a été impressionné par l'affiche, estimant qu'elle était terrifiante. Quand il l'a vu la première fois, il fut même presque incapable de se reconnaître. MTR, qui gère le métro de Hong Kong, a interdit l'affiche de presque toutes les stations de métro, estimant que l'image était trop terrifiante.

## Synopsis
Ling (Aaron Kwok), un inspecteur de police marié et beau-père d'un fils adoptif de 5 ans, enquête sur une affaire de meurtres en série de sang-froid. Cependant, après la tentative d'assassinat d'un collègue nommé Tai (Chen Kuan-tai) de laquelle Ling sort indemne, ses autres collègues prennent rapidement conscience de son implication potentielle dans l'affaire. Ling est victime de pertes de mémoire depuis cet incident et ne peut pas se souvenir des événements qui ont conduit à la tentative de meurtre de Tai.
Alors qu'il passe au crible les indices, il constate que toutes les preuves indiquent qu'il est le meurtrier. Cependant, la foi de Ling et son sens inébranlable de l'innocence le poussent à maintenir ses soupçons et il continue de creuser. Néanmoins, ses collègues ne le croient pas et il tue accidentellement son partenaire lors d'une dispute.
Il prend un congé temporaire et s'isole pour protéger sa famille. Pendant ce confinement, la tournure de l'intrigue centrale du film est dévoilée lorsque son fils adoptif lui avoue sa véritable identité. Il est, en fait, son demi-frère, né de la maîtresse du père de Ling qu'il a abandonnée. Désirant se venger de la vie de douleur, d'humiliation et de souffrance de lui et de sa mère, il s'est efforcé d'entrer dans la vie de Ling en tant que fils adoptif. Il a pu y parvenir en raison d'un problème de santé qui fait que son aspect physique reste celui d'un enfant de 5 ans. Il révèle également qu'il est le mendiant que Ling avait battu il y a de nombreuses années. Ayant partagé le lit avec la femme de Ling et prêtant une attention particulière aux amis de Ling, il se vengeait lentement et donnait des ordres pour les meurtres commis par son complice, un homme handicapé mental avec lequel il s'était lié d'amitié il y a des années dans un centre pour personnes handicapées.
La femme de Ling est assassinée dans leur maison, ce qui le plonge dans la folie. Il parvient à se ressaisir suffisamment pour tuer le complice et est sur le point de tuer son fils adoptif au moment où la police débarque et lui tire dessus. La fin du film montre le patron de Ling découvrant que le fils adoptif est sur la photo des amis d'enfance de Ling et commence à soupçonner quelque chose tandis que Ling est envoyé en hôpital psychiatrique et grave les mots « Vengeance une fois libéré » sur son bras gauche. Pendant ce temps, son fils adoptif est présent sur une plage sous l'aspect d'un enfant bien habillé, contemplant l'avenir

## Fiche technique
- Titre original : 殺人犯
- Titre international : Murderer
- Réalisation : Roy Chow
- Scénario : Roy Chow et To Chi-long
- Photographie : Mark Lee Ping Bin
- Montage : Cheung Ka-fai (en)
- Musique : Shigeru Umebayashi
- Production : William Kong et Cheung Hong-tat
- Société de production : Sil-Metropole Organisation, Focus Features et Edko Films
- Société de distribution : Edko Films
- Pays d’origine :  Hong Kong
- Langue originale : cantonais
- Format : couleur
- Genres : Thriller
- Durée : 120 minutes
- Date de sortie :
  -  Hong Kong : 9 juillet 2009
  -  Singapour : 23 juillet 2009
  -  Taïwan : 18 septembre 2009

## Distribution
- Aaron Kwok : Ling
- Josie Ho : Minnie
- Janine Chang : Hazel
- Chen Kuan-tai : Tai
- Cheung Siu-fai : Un fantôme
- Chin Kar-lok : Andy
- Michelle Ye : La mère de Sonny

## Production
Murderer est une co-production entre Focus Features, EDKO Film, et Sil-Metropole Organisation. Il marque les débuts de réalisateur de Roy Chow et présente une chorégraphie d'action de Chin Kar-lok.
Durant la production, Aaron Kwok a cessé de dormir pour les besoins de son rôle et a gagné le surnom de « Kwok l'homme de fer » sur le plateau. Afin de transmettre les émotions les plus perturbées, il ne parlait presque plus et s'asseyait souvent dans un coin sans dire un mot et avec un air très vicieux. Les membres de l'équipe évitaient de s'approcher de lui et, une fois la production terminée, Kwok a passé trois nuits supplémentaires sans dormir, même s'il se sentait complètement épuisé.
Cheung Siu-fai, qui est co-vedette du film, a dû surmonter sa peur du vide pour le film car il devait sauter d'une plate-forme de cinq étages sur un sol rempli de roches acérées. Après que Chin Kar-lok lui ait fait la démonstration de cette cascade, Cheung a accepté de la réaliser lui-même. Pour la réception, il a utilisé ses bras pour empêcher les bords de roches tranchantes de toucher sa tête. Bien qu'il ait été secoué après la cascade, il a décrit sa chute comme intense et excitante : « Bien que j'ai peur du vide, je pense que cette scène est très rafraîchissante et stimulante ».

## Sortie
Murderer sort à Hong Kong le 9 juillet 2009 et à Singapour le 23 juillet 2009. Focus Features a dépensé 1 million de dollars pour produire la bande-annonce par la même société de montage anglaise ayant produit celle de Slumdog Millionaire.

## Prix et nominations
29e cérémonie des Hong Kong Film Awards
- Nommé : Meilleur acteur (Aaron Kwok)
- Nommé : Meilleur nouveau réalisateur (Roy Chow)